# ディスクシティエンタテインメント

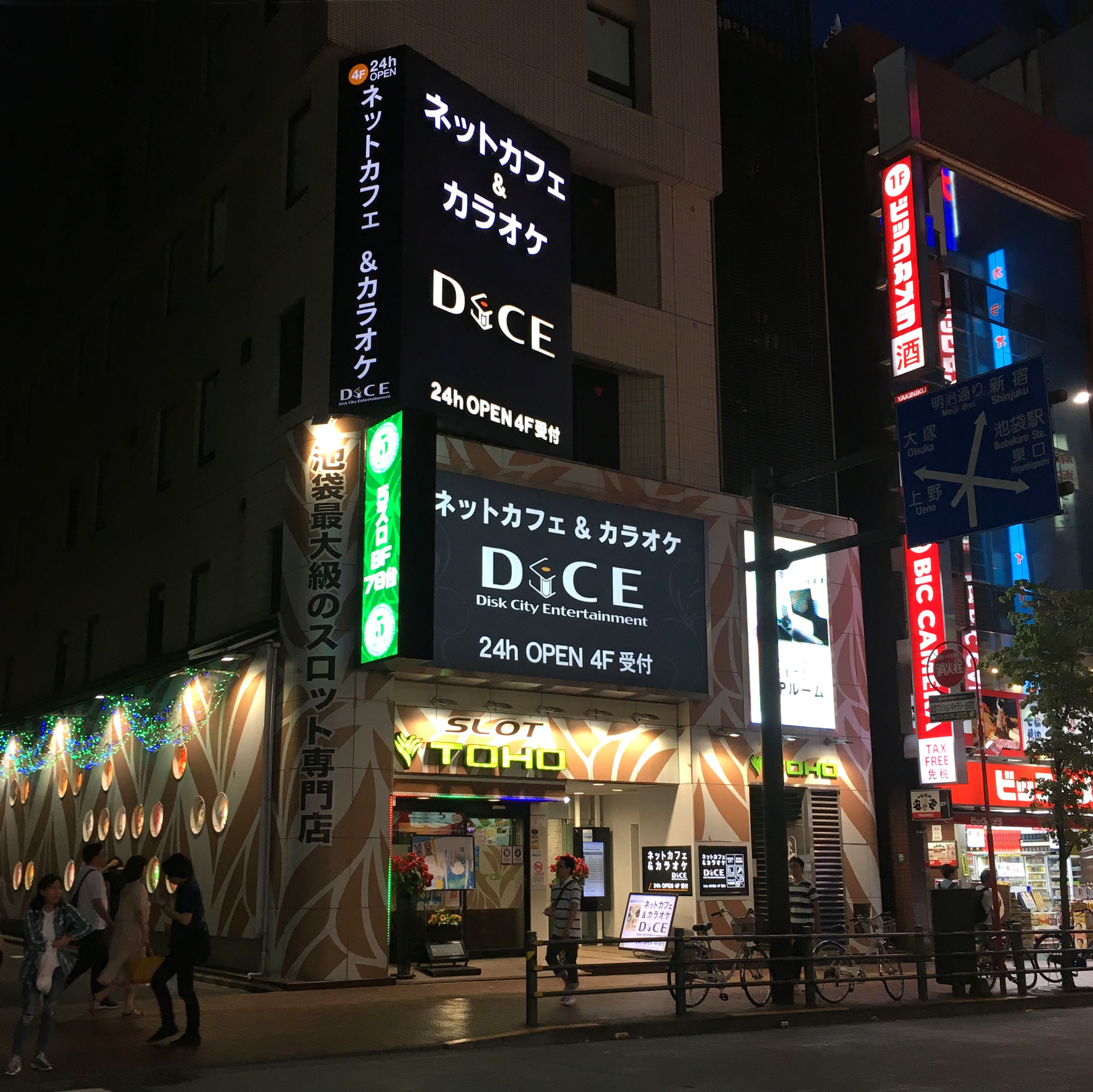
DiCE 池袋店

株式会社ディスクシティエンタテインメントはインターネットカフェ・マンガ喫茶・ゲームセンター・飲食店等の企画・運営を行う企業。

## 概要
- 名称　株式会社ディスクシティエンタテインメント
- 設立　2000年3月
- 所在地　〒221-0835 神奈川県横浜市神奈川区鶴屋町3-33-8アサヒビル3F
- 代表者	代表取締役社長　三田大明

## 店舗
マンガ喫茶・ネットカフェダイス(DiCE)

### 東京都
- 赤羽店
- 池袋北口店
- 池袋店
- 新小岩店
- 自由が丘店
- 大井町店
- 大森店
- 雑色店

### 神奈川県
- 川崎チネチッタ通店
- 川崎仲見世通店
- 溝口店
- 相模大野モアーズ店
- 伊勢佐木町店
- 戸塚店
- 横須賀中央三笠店

### 東京都・神奈川県以外の店舗
- 大宮店
- 仙台店
- 札幌狸小路本店
- 札幌駅南口店

### 閉店した店舗
- 横須賀中央駅前店（2011年7月15日閉店）
- 新横浜店（2020年8月31日閉店）